# Ali Mahmoud Abbas
Tenente General Ali Mahmoud Abbas (em árabe: علي محمود عباس) 2 de novembro de 1964 é um oficial sênior das Forças Armadas da Síria e político que serviu como 18° Ministro da Defesa da Síria sucedendo Ali Abdullah Ayyoub. 

## Sanções
Em junho de 2023, Ali Mahmoud Abbas foi sancionado pelo Reino Unido por "Sistemático uso de violência sexual baseada no gênero contra civis"